# Ким, Йюри
Йю́ри Ким (англ. Yuri Kim; род. 1972, Республика Корея) — американский дипломат южнокорейского происхождения, занимающая должность посла Соединённых Штатов Америки в Албании с 2020 года. Ким — первая американка корейского происхождения, представляющая Соединённые Штаты в качестве посла, и первый посол США на Гуаме.

## Ранняя жизнь и образование
Ким родилась в Сеуле в 1972 году. Отцом Ким является Кеннет Тэ-Ранг Ким, основатель строительной компании Yuri Construction Co., а матерью — Джейн Ва-Ен Ким, домохозяйка и общественный деятель. В 1976 году, в возрасте четырёх лет, Ким и её семья иммигрировали на Гуам. Её мать была среди 228 пассажиров, погибших на рейсе 801 авиакомпании Korean Air, который потерпел крушение на Гуаме 6 августа 1997 года. Ким окончила Академию Богоматери Гуамской. Затем она получила степень бакалавра в Университете Пенсильвании и степень магистра филологии в Кембриджском университете. В дополнение к английскому она владеет корейским, севернокитайским, японским и турецким языками.

## Карьера
Ким является кадровым сотрудником высокопоставленной дипломатической службы. Ким занимала посты директора Центра изучения дипломатии Государственного департамента, начальника штаба заместителя государственного секретаря и директора Управления европейской безопасности и военно-политических вопросов. В 2018—2019 годах Ким занимала должность директора Управления по делам Южной Европы в Бюро по делам Европы и Евразии Государственного департамента.
Ранее в своей карьере Ким занимала должность специального помощника помощника госсекретаря США по делам Восточной Азии и Тихого океана и была членом американской делегации на шестисторонних переговорах, направленных на прекращение ядерной программы КНДР «Программа создания ядерного оружия». Она также была специальным помощником Государственного секретаря Колина Пауэлла.
Ким была утверждена в качестве посла в Албании голосованием полного состава Сената 19 декабря 2019 года и вручила свои верительные грамоты президенту Албании Илиру Мете в Тиране 27 января 2020 года. После чего обратилась к албанскому народу с посланием, где подчеркнула особенность отношений США и Албании. С начала своей дипломатической миссии Йюри Ким поддерживает рост американских инвестиций в Албании.